# Lát thịt
Lát thịt (tiếng Anh: steak) là một loại thịt thường được cắt ngang qua các thớ cơ, có khả năng bao gồm cả xương. Nó thường được nướng, mặc dù cũng có thể được áp chảo. Nó thường được nướng trong một nỗ lực để tái tạo hương vị của bít tết được chế biến trên ngọn lửa trên than hồng phát sáng. Phần thịt này cũng có thể được chế biến trong nước xốt, chẳng hạn như món bít tết và kidney pie, hoặc băm nhỏ và tạo thành các miếng như hamburger.
Phần thịt làm bít tết thường được lấy từ động vật chăn thả, thường được nuôi, trừ gia súc, bao gồm bò rừng, lạc đà, dê, ngựa, chuột túi, thịt cừu, đà điểu, lợn, tuần lộc, gà tây, hươu, nai, cũng như nhiều loại cá khác nhau, đặc biệt là cá hồi và cá biển khơi lớn như cá kiếm, cá mập và cá marlin. Đối với một số loại thịt, chẳng hạn như thịt lợn, thịt cừu và thịt cừu, thịt dê tơ và thịt bê, những miếng thịt được cắt ra này thường được gọi là thịt cốt lết (chops). Một số loại thịt được xử lý như Gammon, thường được phục vụ làm món bít tết.
Nấm portobello nướng có thể được gọi là nấm bít tết, và tương tự cho các món ăn chay khác. Bít tết giả là một sản phẩm thực phẩm được tạo thành hình dạng bít tết từ nhiều miếng thịt khác nhau. Trái cây nướng như dưa hấu đã được sử dụng như là lựa chọn thay thế bít tết chay.
Các trường hợp ngoại lệ, trong đó thịt được cắt song song với các thớ, bao gồm skirt steak (phần thịt lọc xương, ở bụng trước, từ xương sườn thứ 6 đến thứ 12.) được cắt từ phần xương dẹt, bít tết sườn từ cơ bụng và bít tết silverfinger được cắt từ thăn và bao gồm ba xương sườn. Trong một ý nghĩa rộng hơn, bít tết cá, bít tết thịt xay, bít tết thịt lợn, và nhiều loại bít tết khác cũng được biết đến.

## Nguyên liệu

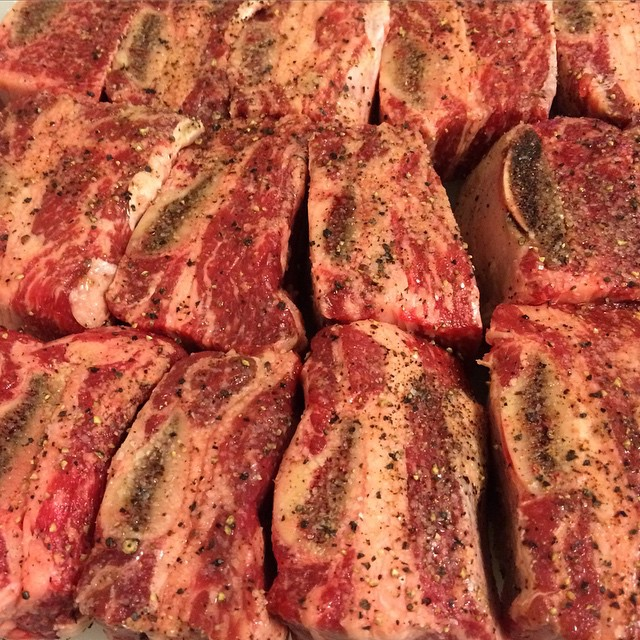
Thịt ướp tiêu

Miếng thịt nướng thường được lấy từ các loại gia súc chăn thả trên đồng (mục súc), nhưng cũng có thể không phải là gia súc, bao gồm cả bò rừng bizon, lạc đà, dê, ngựa, chuột túi kangaroo, cừu, đà điểu, heo, tuần lộc, gà tây, nai và bò u (Zebu) cũng như các loại cá, đặc biệt là cá hồi và cá biển lớn như cá kiếm, cá mập và cá cờ. Đối với một số loại thịt, như thịt lợn, thịt cừu, thịt ngựa và thịt bê, những miếng cắt này thường được gọi là nhát (chop). Một số loại thịt đã được ướp muối và nướng, chẳng hạn như thịt nướng hun khói (BBQ), thường được dùng là thịt bò.
Bít tết là một sản phẩm thực phẩm được hình thành thành một hình dạng từ các miếng thịt khác nhau. Các loại trái cây nướng như dưa hấu đã được sử dụng làm thực phẩm thay thế. Việc lựa chọn phần thịt ngon nhất để chế biến món beef steak, cần tìm hiểu một vài đặc điểm cơ bản của thịt để làm một miếng thịt nướng. Đó phải là phần thịt có thể chế biến nhanh chóng, không cần phải tốn nhiều thời gian để nấu. Những phần thịt lý tưởng nhất để chế biến beef steak nằm ở phần thịt lưng (longissimus dorsi) và thăn nội (psoas major). Thịt ở hai phần này lại được chia thành nhiều loại khác nhau để chế biến thành món steak hảo hạng. Khi thưởng thức thịt bò nói chung, hầu như thấy thịt bò Úc hoặc Mỹ thường mềm và có hương vị thơm ngon hơn.

## Phương pháp
Thịt bò nhập từ nước ngoài phải trải qua một quá trình ủ (aging) để gia tăng hương vị và tạo độ mềm. Quá trình "ủ" kéo dài từ 8–10 ngày và thậm chí có thể lên đến 8 tuần. Hiện có hai phương pháp ủ gồm dry age tức là ủ khô (treo thịt trong tủ làm mát ở mức nhiệt độ nhất định) và wet age tức là ủ ẩm (trữ đông thịt trong túi hút chân không). Phương pháp ủ khô dry age giúp thịt có hương vị đậm đà và đặc trưng nhưng đòi hỏi phải có không gian trữ thịt rộng rãi và sẽ bị teo vì nước bốc hơi trong quá trình ủ, thịt dry age thường có giá thành cao. Phương pháp ủ ẩm wet age không làm mất nước cũng không yêu cầu không gian trữ thịt rộng nên có giá thành thấp hơn thịt dry age. Tuy nhiên, việc chứa trong túi nhựa hút chân không khiến cho vị thịt có mùi kém hấp dẫn và không được thơm ngon.

## Hình ảnh

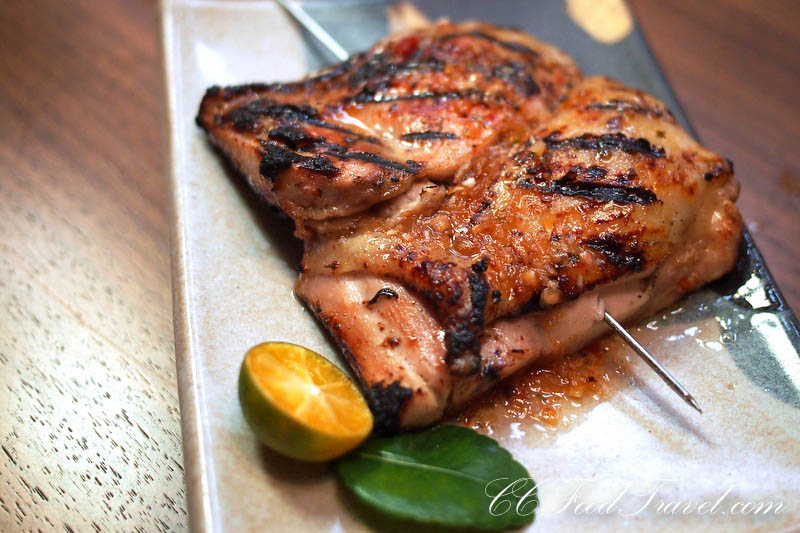
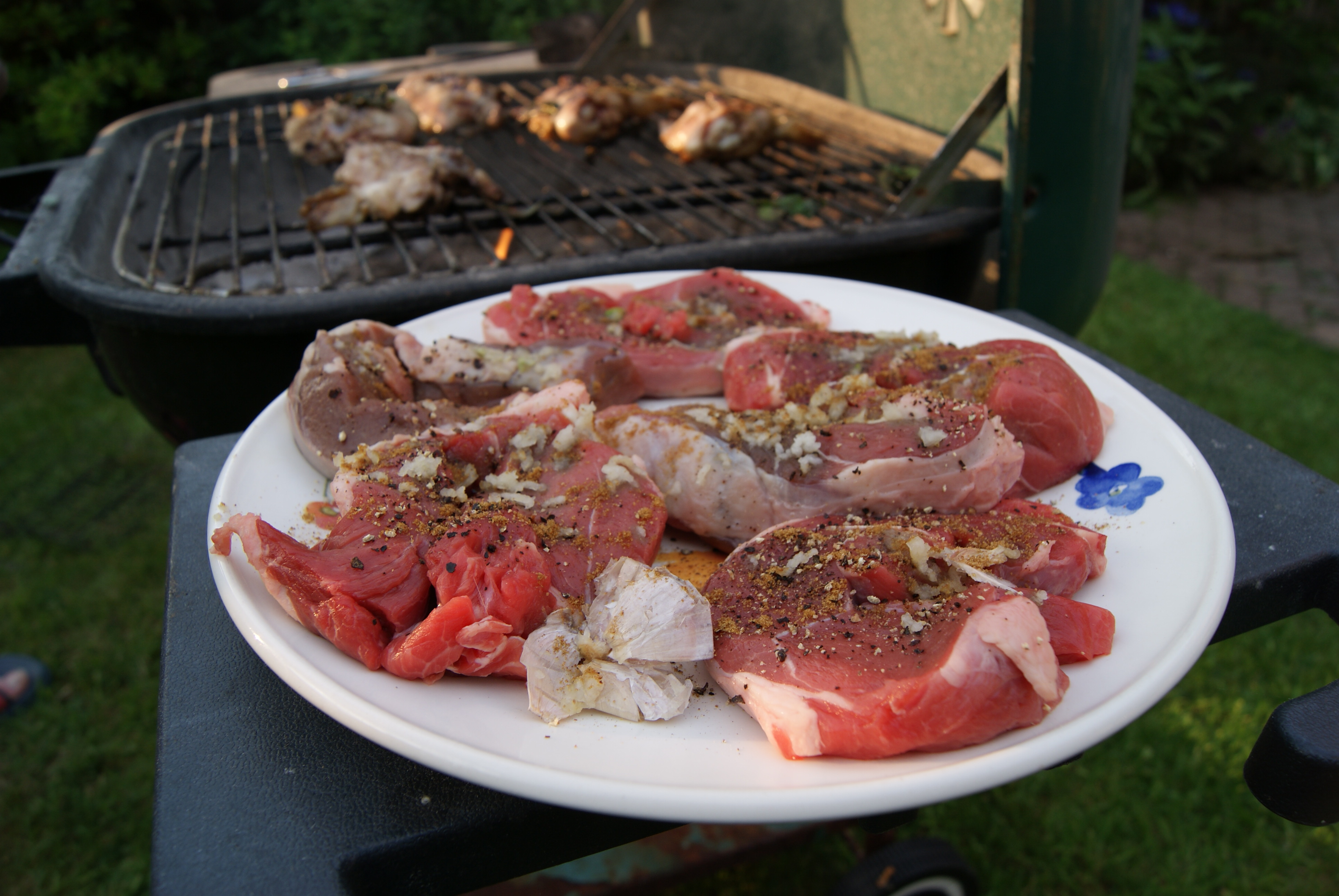
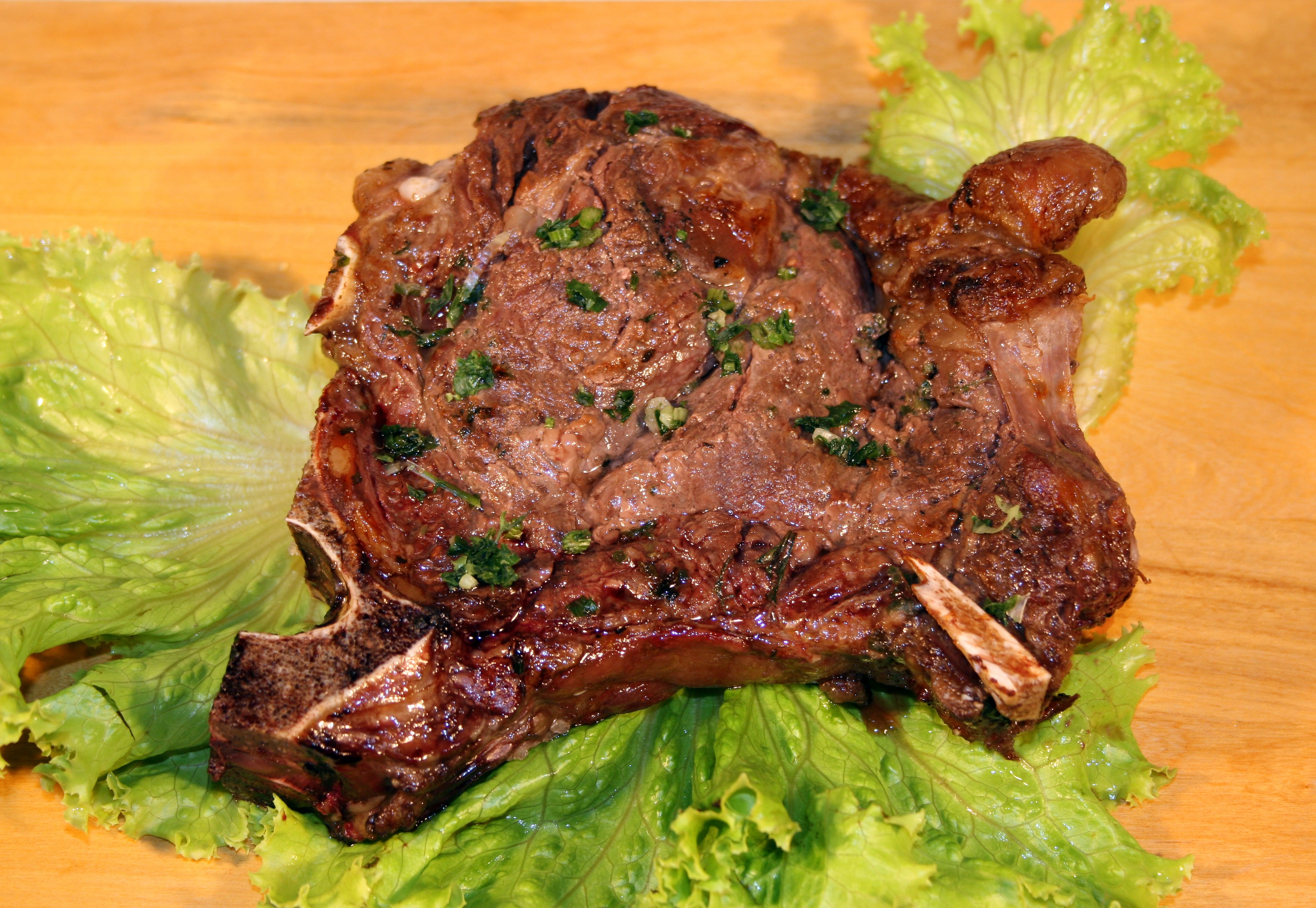
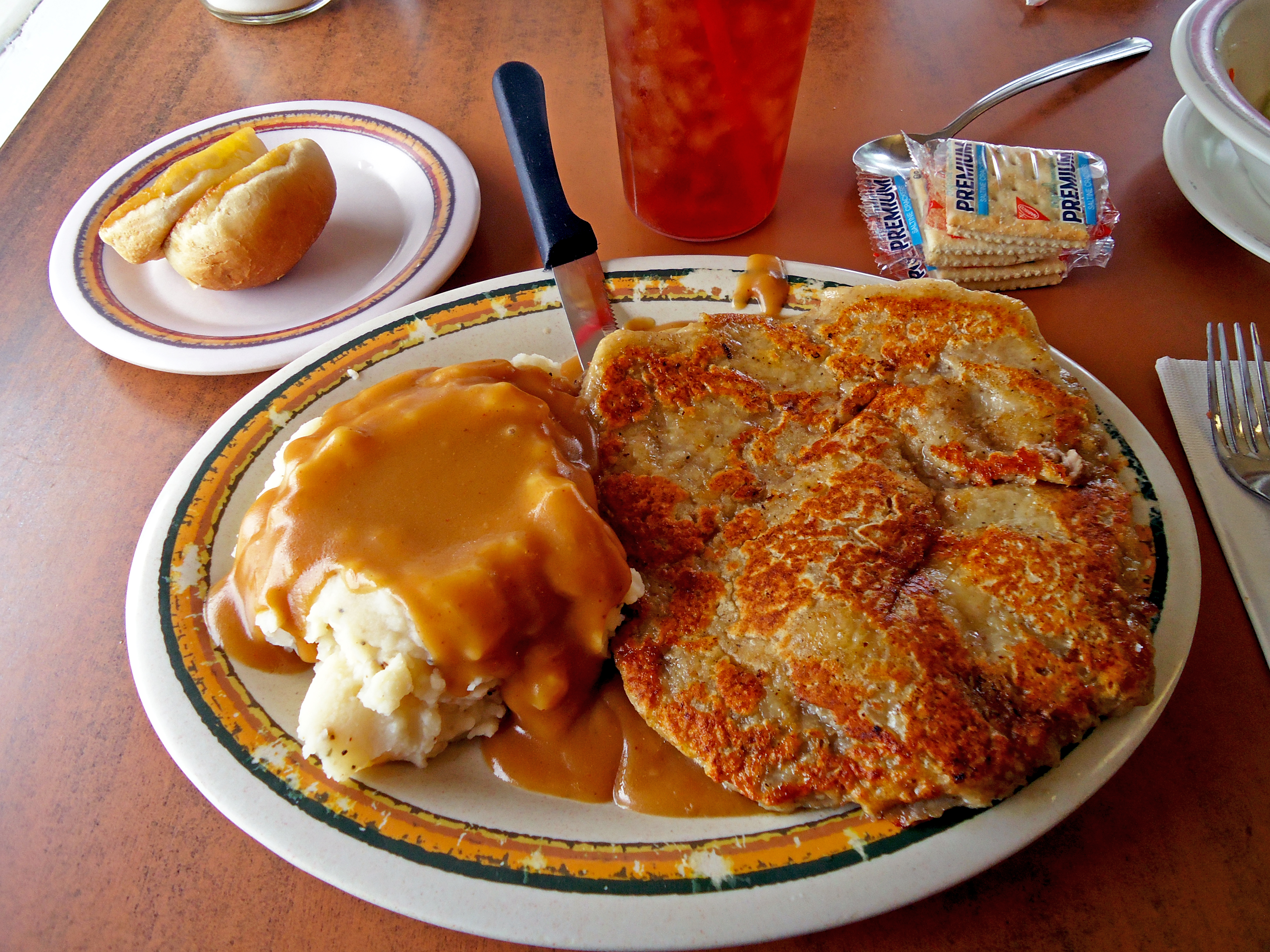
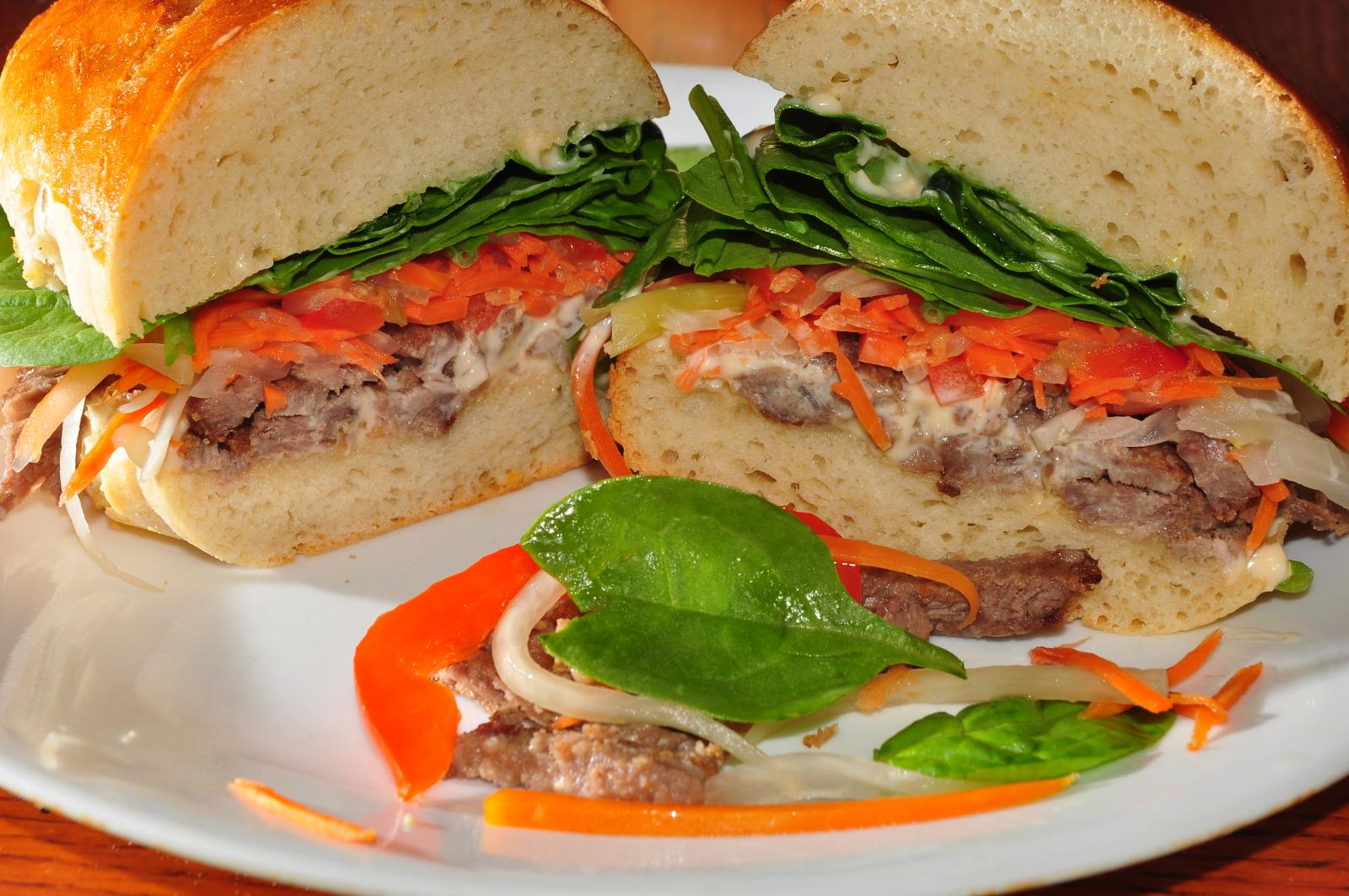